# Emmanuel Noterman

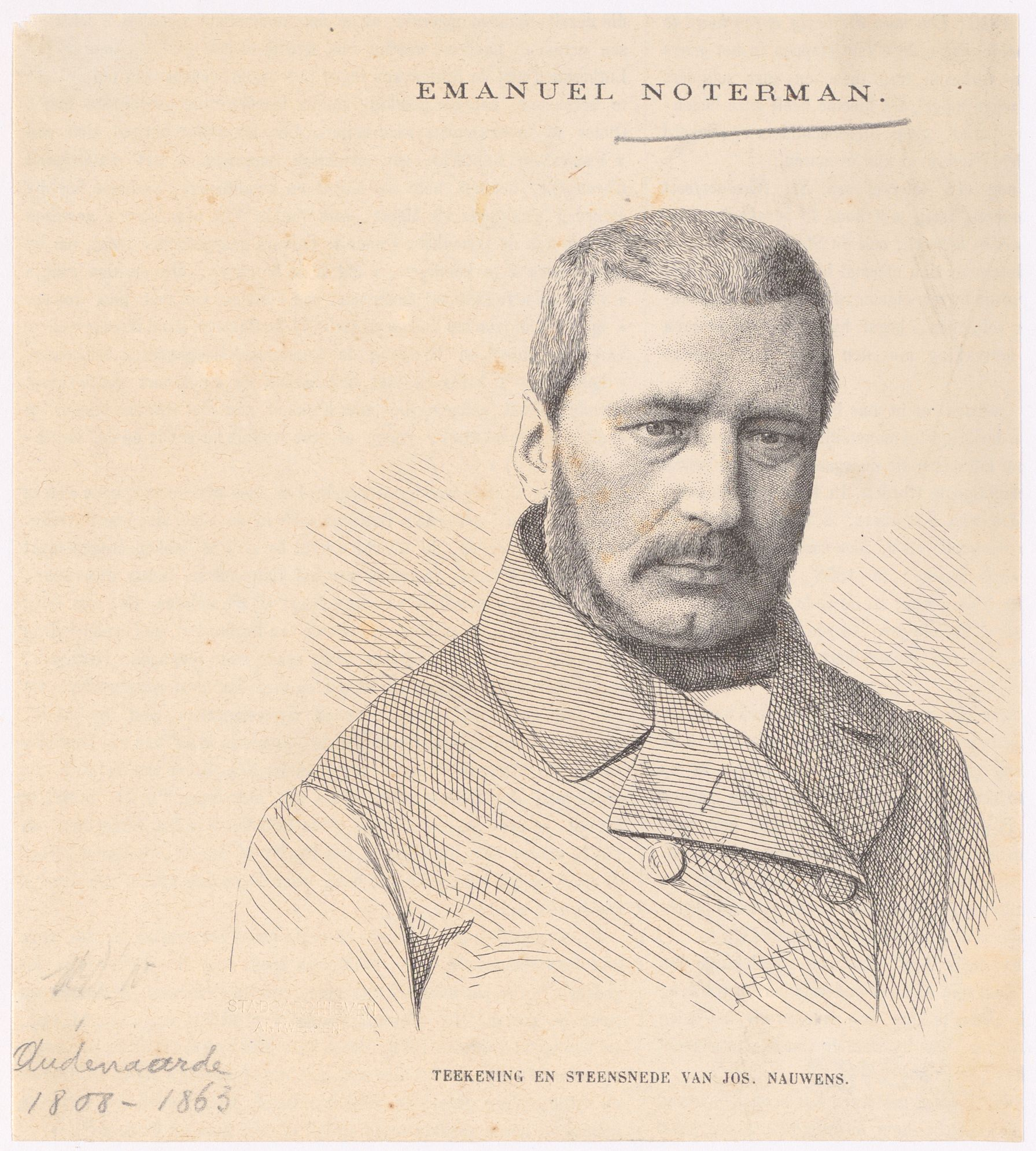
Portret van Noterman door Joseph Nauwens

Emmanuel Noterman (Oudenaarde, april 1808 - Antwerpen, 14 mei 1863) was een Belgische schilder en graficus die bekend stond om zijn genrestukken, in het bijzonder zijn taferelen met honden, katten en apen (de zogenaamde Singeries). 

## Loopbaan
Emmanuel Noterman was de zoon van een Oudenaardse schilder-decorateur en werd opgeleid tot vergulder. Via zijn grootvader Bernard Durieux, een advocaat die schilderde, kreeg hij interesse voor de kunst. Hij studeerde aan de Academie voor Schone Kunsten van Gent onder leiding van Maes-Canini. Aanvankelijk legde hij zich toe op portretschilderen, eerst in Geraardsbergen en daarna in Brussel. 
In 1835 verhuisde Noterman naar Antwerpen, waar hij zich onder begeleiding van Pierre Kremer ging toeleggen op genretaferelen. Met zijn humoristische stukken behaalde hij een zeker succes, onder meer op de Salon van Brussel van 1836. 
Noterman heeft enkele studenten opgeleid, onder wie Frans Lamorinière, Ernest Slingeneyer en Jan Stobbaerts zijn. Hij leerde ook zijn jongere broer Zacharie Noterman schilderen en etsen. 
- Gemeinsame Normdatei: 1036295338
- International Standard Name Identifier: 0000 0000 6823 5325
- RKD-Nederlands Instituut voor Kunstgeschiedenis: 60005
- Union List of Artist Names: 500092403
- Virtual International Authority File: 96357010
- WorldCat: E39PBJhMhwWw9JpxwMQwDB4Qbd